# Bogdanovci
Bogdanovci (maďarsky Bogdánfalva) jsou vesnice a správní středisko stejnojmenné opčiny v Chorvatsku ve Vukovarsko-sremské župě. Nachází se asi 5 km západně od Vukovaru. V roce 2011 žilo v Bogdanovcích 710 obyvatel, v celé opčině pak 1 960 obyvatel. V opčině žije významná rusínská, srbská a ukrajinská národnostní menšina. Naprostá většina Rusínů však žije pouze ve vesnici Petrovci.
Součástí opčiny jsou celkem tři trvale obydlená sídla. Zajímavostí je, že vesnice spadající pod opčinu spolu nejsou nijak přímo silničně propojeny. Ačkoliv jsou střediskem opčiny Bogdanovci, jejím největším sídlem jsou Petrovci.
- Bogdanovci – 710 obyvatel
- Petrovci – 864 obyvatel
- Svinjarevci – 386 obyvatel

Územím opčiny prochází státní silnice D57 (pouze kolem vesnice Svinjarevci) a župní silnice Ž4137, Ž4150, Ž4195 a Ž4196. Severně od Bogdanovců protéká řeka Vuka.